# Serp i Molot

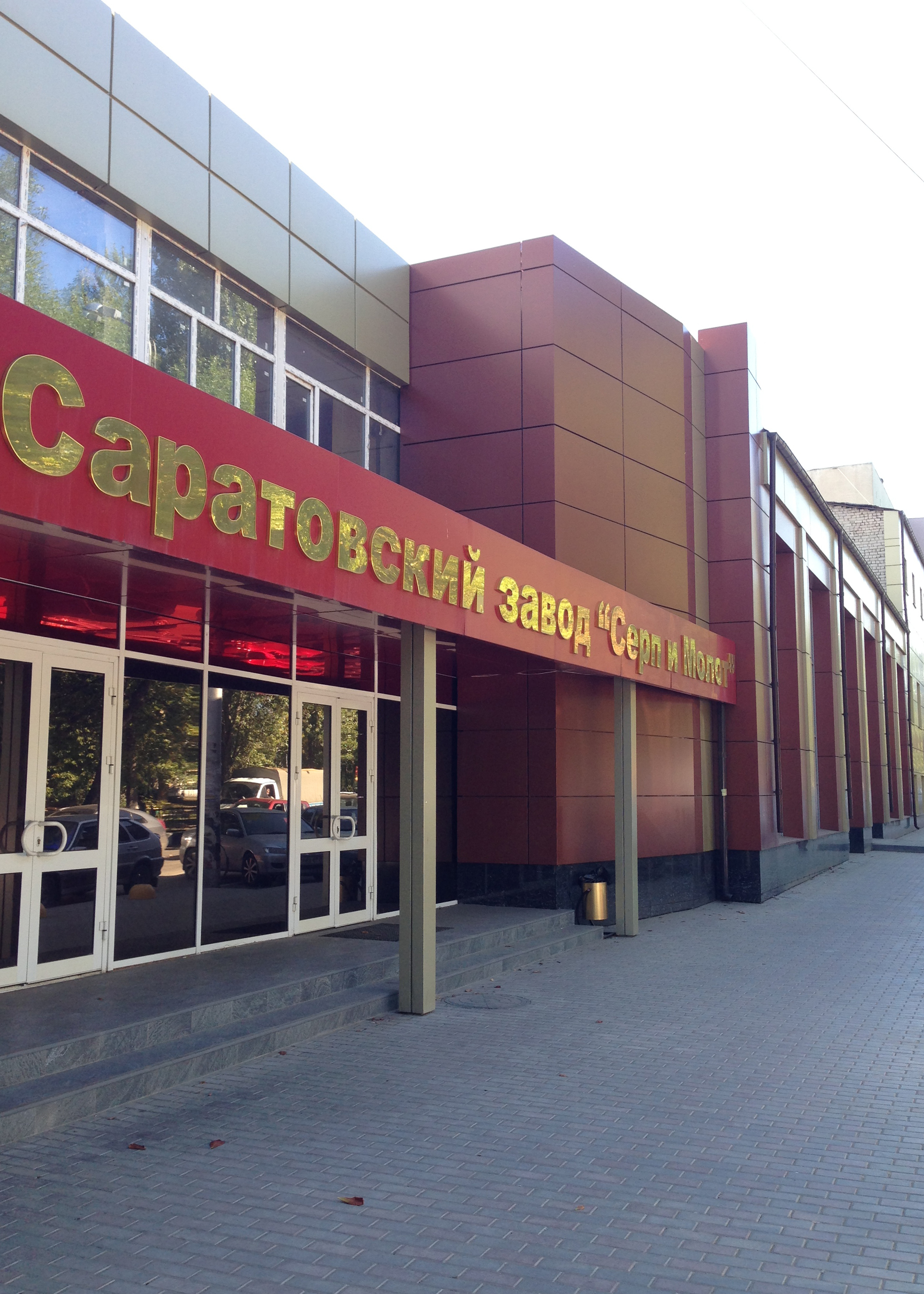
Haupteingang zum Verwaltungsgebäude und den Produktionshallen von Serp i Molot

Serp i Molot (russisch Серп и Молот, dt.: Sichel und Hammer) ist ein russisches Unternehmen mit Firmensitz in Saratow. Es ist eines der ältesten Industrieunternehmen der Wolga-Region, gegründet von dem deutschen Industriellen Otto Behring im Jahr 1887. Die Produktionshallen wurden auf dem Gelände des Saratower Händlers Kaiser gebaut.
Der im 19. Jahrhundert von einer Reihe von Teichen umgebene Ort wurde im 20. Jahrhundert zum Industrie- und Handelszentrum der Stadt unweit des Bahnhofs Saratow-2. In den 1980er Jahren galt das Werk für das Ministerium für Automobil, Traktor, Landmaschinenbau der UdSSR als ein Vorzeigeunternehmen der Wolga-Region. Zu den Spitzenzeiten des Betriebes waren hier 2.000 Arbeitskräfte beschäftigt. Die Hauptprodukte in der sowjetischen Zeit waren Nockenwellen für Traktoren, Mähdrescher und Autos, wie den Lada.
Heute ist das Unternehmen hochautomatisiert und konzentriert auf die Zulieferung für Automobilbauer wie KAMAZ, GM-AvtoVAZ und GAZ.